# The Ghost Inside
The Ghost Inside is een Amerikaanse metalcoreband afkomstig uit Los Angeles, Californië.

## Personele bezetting
Huidige leden
- Jonathan Vigil – leidende vocalen (2004–heden)
- Zach Johnson – leidende gitaar, (2015–heden) slaggitaar (2008–2016)
- Andrew Tkaczyk – drums, percussie (2011–heden)
- Chris Davis – slaggitaar (2016–heden)

Voormalige leden
- Ryan Romero – slaggitaar (2004–2006)
- Josh Navarro – slaggitaar (2004–2006)
- Anthony Rivera – drums (2004–2006)
- Tyler Watamanuk – bas (2004–2008)
- Soyer Cole – slaggitaar (2006–2008)
- Garrett Harer – bas (2008–2009)
- KC Stockbridge – drums, percussie  (2006–2011)
- Aaron Brooks – leidende gitaar, achtergrondvocalen (2004–2015)
- Jim Riley – bas, achtergrondvocalen (2009–2020)

Tijdlijn

## Discografie
Ep's
- 2006: Now or Never (Mediaskare Records)

Albums
- 2008: Fury and the Fallen Ones (Mediaskare Records)
- 2010: Returners (Mediaskare Records)
- 2012: Get What You Give (Epitaph Record)
- 2014: Dear Youth (Epitaph Records)